# Saint-Marcel (Eure)
Pour les articles homonymes, voir Saint-Marcel.
Saint-Marcel est une commune française d'environ 4 500 habitants, située dans le département de l'Eure en région Normandie, limitrophe de la ville de Vernon.

## Géographie
Saint-Marcel est une commune située dans la vallée de la Seine. Elle est située dans l'agglomération de Vernon dont elle est limitrophe.
Le territoire communal s'étend sur 993 hectares et se développe en 3 zones distinctes : 
- la vallée de la Seine, qui se développe au nord, à une altitude comprise en 10 et 25 mètres ;
- le secteur des Coteaux, où se trouve le village historique, compris entre 25 et 100 mètres d'altitude  ;
- le plateau, au sud, a une altitude moyenne de 110 m, occupé essentiellement par l'activité agricole.

### Hydrographie
La commune est située dans le bassin Seine-Normandie. Elle est drainée par le cours d'eau 01 de la commune de Saint-Marcel,.

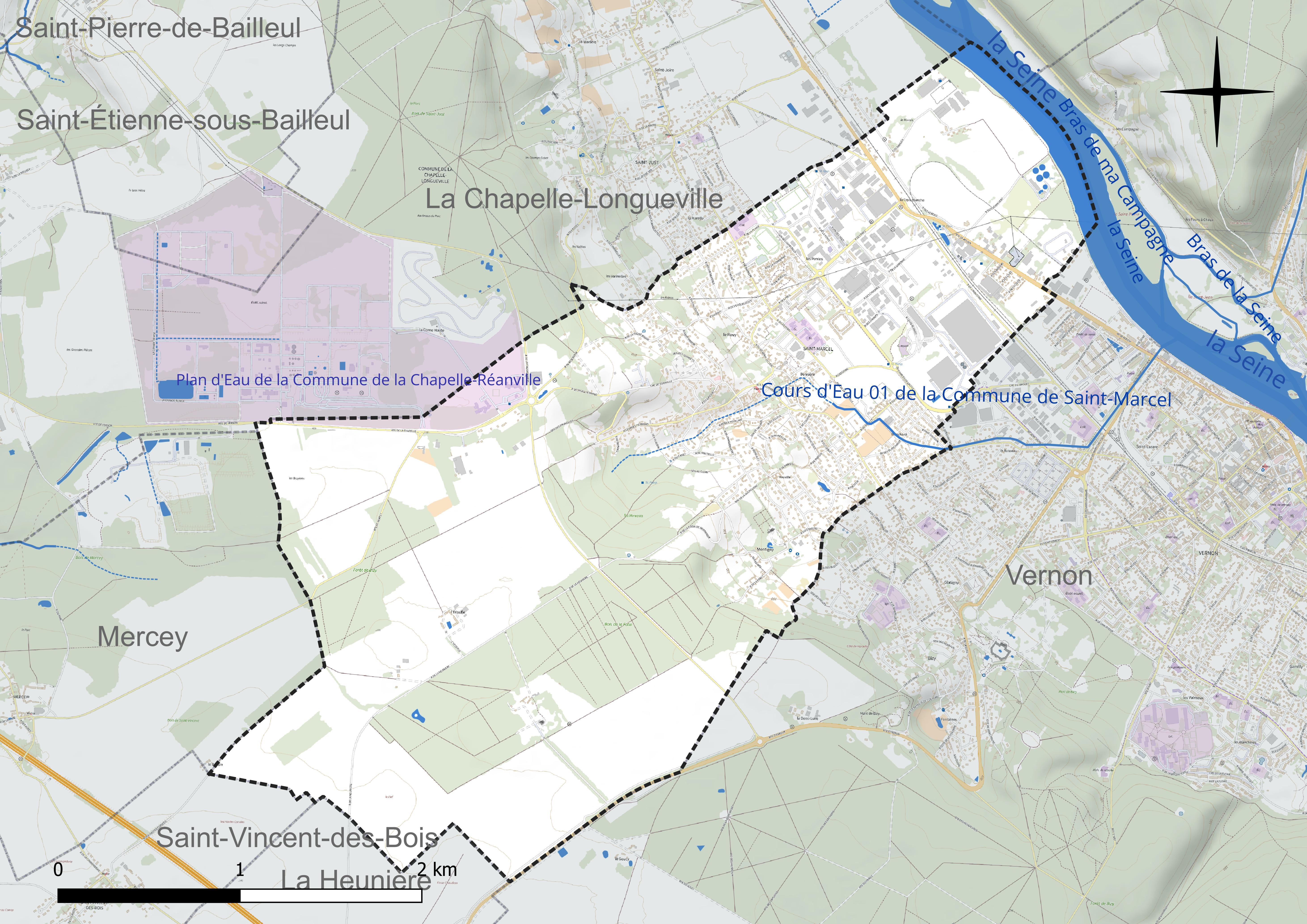
Réseau hydrographique de Saint-Marcel.

### Climat
Pour des articles plus généraux, voir Climat de la Normandie et Climat de l'Eure.
En 2010, le climat de la commune est de type climat océanique dégradé des plaines du Centre et du Nord, selon une étude du CNRS s'appuyant sur une série de données couvrant la période 1971-2000. En 2020, Météo-France publie une typologie des climats de la France métropolitaine dans laquelle la commune est exposée à un climat océanique et est dans la région climatique Sud-ouest du bassin Parisien, caractérisée par une faible pluviométrie, notamment au printemps (120 à 150 mm) et un hiver froid (3,5 °C). Parallèlement le GIEC normand, un groupe régional d’experts sur le climat, différencie quant à lui, dans une étude de 2020, trois grands types de climats pour la région Normandie, nuancés à une échelle plus fine par les facteurs géographiques locaux. La commune est, selon ce zonage, exposée à un « climat des plateaux abrités », correspondant aux plaines agricoles de l’Eure, avec une pluviométrie beaucoup plus faible que dans la plaine de Caen en raison du double effet d’abri provoqué par les collines du Bocage normand et par celles qui s’étendent sur un axe du Pays d'Auge au Perche.
Pour la période 1971-2000, la température annuelle moyenne est de 10,8 °C, avec  une amplitude thermique annuelle de 14,2 °C. Le cumul annuel moyen de précipitations est de 689 mm, avec 10,8 jours de précipitations en janvier et 7,5 jours en juillet. Pour la période 1991-2020, la température moyenne annuelle observée sur la station météorologique la plus proche, située sur la commune de Huest à 18 km à vol d'oiseau, est de 11,2 °C et le cumul annuel moyen de précipitations est de 600,6 mm,. Pour l'avenir, les paramètres climatiques de la commune estimés pour 2050 selon différents scénarios d’émission de gaz à effet de serre sont consultables sur un site dédié publié par Météo-France en novembre 2022.

## Urbanisme

### Typologie
Au 1er janvier 2024, Saint-Marcel est catégorisée ceinture urbaine, selon la nouvelle grille communale de densité à 7 niveaux définie par l'Insee en 2022.
Elle appartient à l'unité urbaine de Vernon, une agglomération intra-départementale dont elle est une commune de la banlieue,. Par ailleurs la commune fait partie de l'aire d'attraction de Paris, dont elle est une commune de la couronne,.

### Occupation des sols
L'occupation des sols de la commune, telle qu'elle ressort de la base de données européenne d’occupation biophysique des sols Corine Land Cover (CLC), est marquée par l'importance des territoires agricoles (39,1 % en 2018), en diminution par rapport à 1990 (40,9 %). La répartition détaillée en 2018 est la suivante : 
terres arables (29,8 %), forêts (22,2 %), zones urbanisées (19 %), zones industrielles ou commerciales et réseaux de communication (17,6 %), zones agricoles hétérogènes (5,2 %), prairies (4 %), eaux continentales (2 %). L'évolution de l’occupation des sols de la commune et de ses infrastructures peut être observée sur les différentes représentations cartographiques du territoire : la carte de Cassini (XVIIIe siècle), la carte d'état-major (1820-1866) et les cartes ou photos aériennes de l'IGN pour la période actuelle (1950 à aujourd'hui).

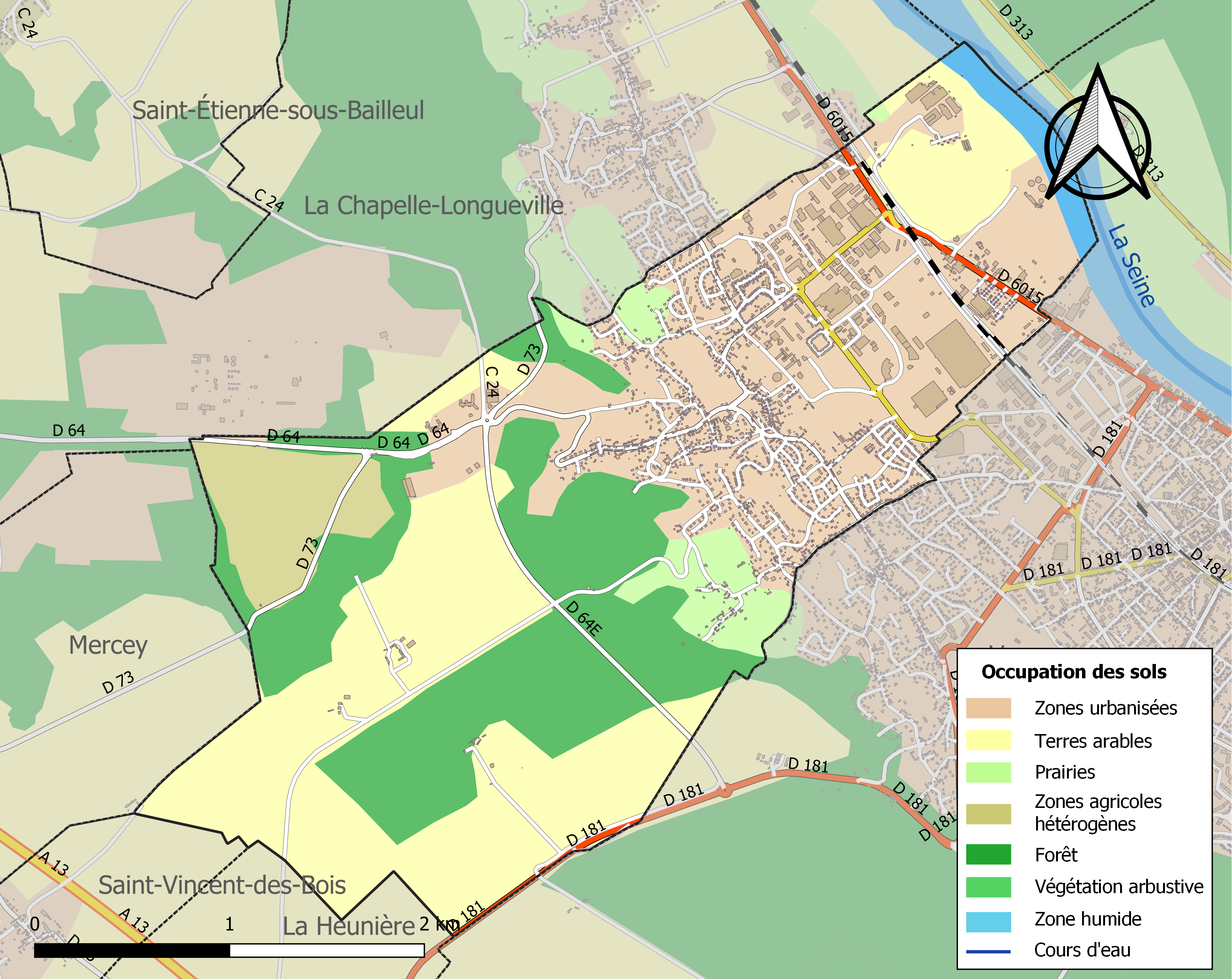
Carte des infrastructures et de l'occupation des sols de la commune en 2018 (CLC).

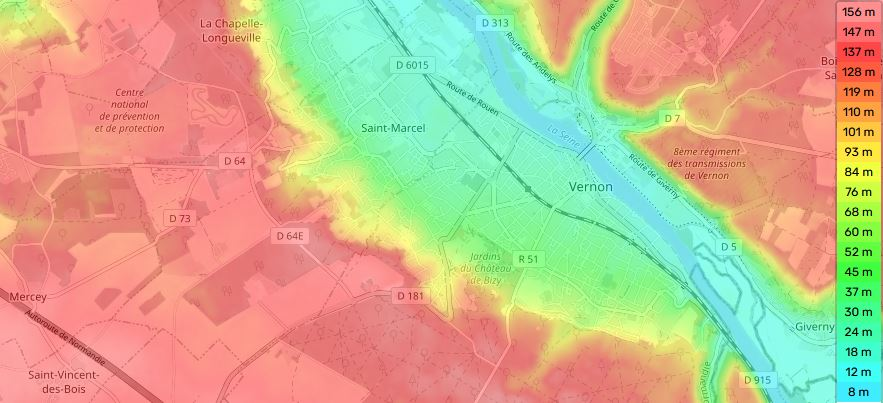
Altimétrie de la commune de Saint-Marcel dans l'Eure.

### Habitat et logement
En 2018, le nombre total de logements dans la commune était de 2 147, alors qu'il était de 2 118 en 2013 et de 2 088 en 2008.
Parmi ces logements, 92,6 % étaient des résidences principales, 1 % des résidences secondaires et 6,4 % des logements vacants. Ces logements étaient pour 66,6 % d'entre eux des maisons individuelles et pour 31,1 % des appartements.
Selon les données du recensement, la commune compte 272 logements sociaux (13,7 % du parc des résidences principales) en 2008, nombre qui s'est réduit à 260 (13;1 %) en 2018 et ne respecte donc pas les obligations légales qui lui sont faites par l'article 55 de la Loi SRU qui prescrit au communes de plus de 3 500 habitants de disposer d'au moins 25 % de logements sociaux. À ce titre, Saint-Marcel a été astreint à des pénalités financières annuelles qui se sont élevées à 18 946 € en 2015 ou 23 131 € en 2018.
Le tableau ci-dessous présente la typologie des logements à Saint-Marcelen 2018 en comparaison avec celle de l'Eure et de la France entière. Une caractéristique marquante du parc de logements est ainsi une proportion de résidences secondaires et logements occasionnels (1 %) inférieure à celle du département (6,3 %) mais supérieure à celle de la France entière (9,7 %). Concernant le statut d'occupation de ces logements, 64,1 % des habitants de la commune sont propriétaires de leur logement (63,4 % en 2013), contre 65,3 % pour l'Eure et 57,5 pour la France entière.
| Typologie                                               | Saint-Marcel | Eure | France entière |
| ------------------------------------------------------- | ------------ | ---- | -------------- |
| Résidences principales (en %)                           | 92,6         | 85,4 | 82,1           |
| Résidences secondaires et logements occasionnels (en %) | 1            | 6,3  | 9,7            |
| Logements vacants (en %)                                | 6,4          | 8,3  | 8,2            |

## Toponymie
Le nom de la localité est attesté sous les formes Sanctus Marcellus in Longavilla vers 1010 (charte de Richard II), Saint-Marcel-de-Longueville, appellation en usage du XIIIe au XVe siècle (grand cartulaire de Saint-Taurin), Saint-Marcel-lez-Vernon en 1828 (Louis Du Bois).
Saint-Marcel est un hagiotoponyme, l'église est dédiée à hagionyme.
Longueville évoquait la structure d'un terroir en longueur au bord de la Seine.
Ce toponyme de Longueville a d'ailleurs été choisi lors de la formation de la commune nouvelle La Chapelle-Longueville depuis le 1er janvier 2017 qui est limitrophe du territoire de Saint-Marcel.

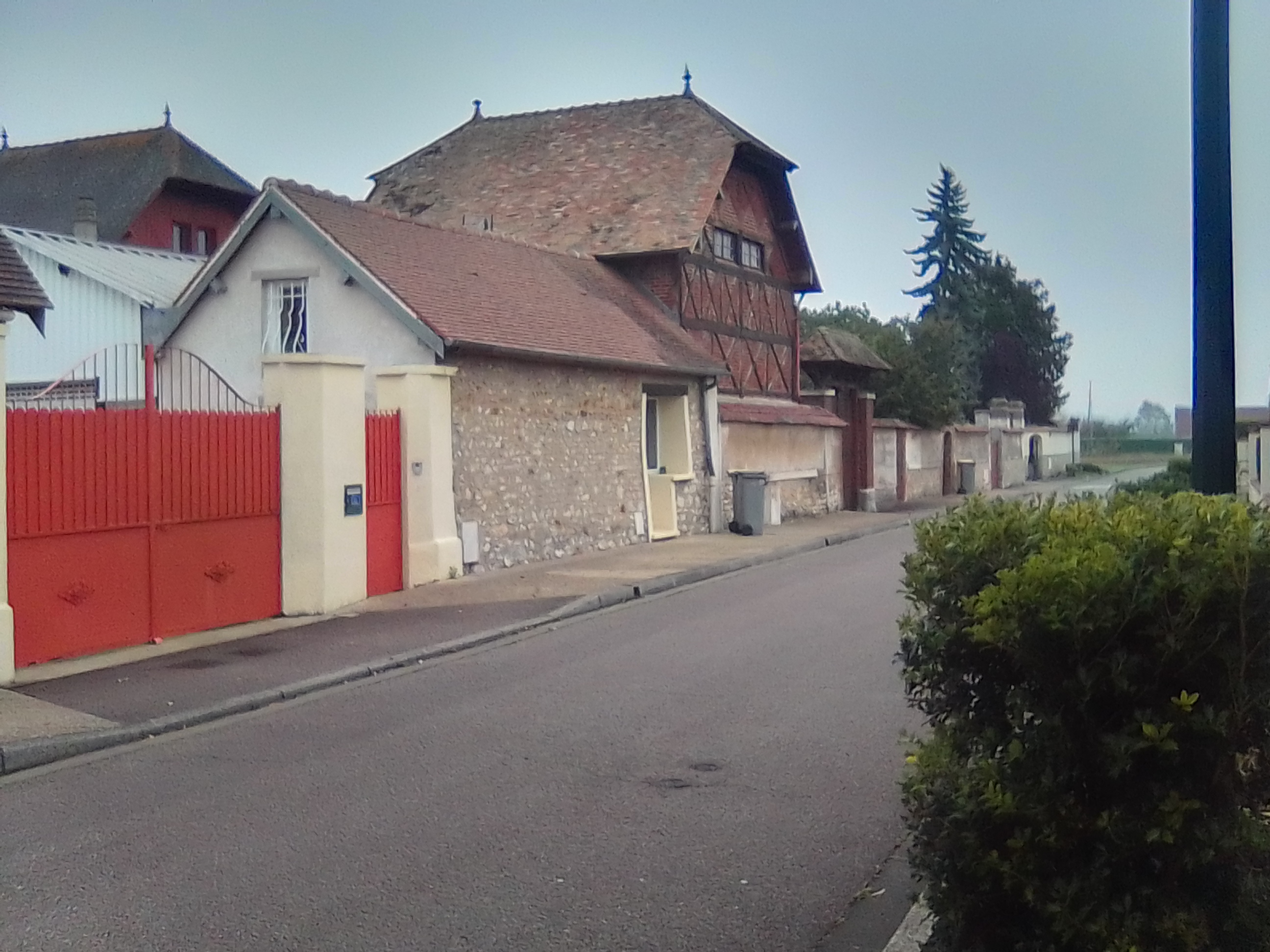
Faubourg du Virollet à Saint-Marcel.

## Politique et administration

### Fusion de communes
Le projet d'unification des communes de Vernon et de Saint-Marcel, promu par le maire, a échoué en juin 2016.

### Rattachements administratifs et électoraux

#### Rattachements administratifs
La commune se trouve  dans l'arrondissement d'Évreux du département de l'Eure.
Elle faisait partie de 1793 à 1981 du canton de Vernon, année où celui-ci est scindé et la commune rattachée au canton de Vernon-Nord. Dans le cadre du redécoupage cantonal de 2014 en France, cette circonscription administrative territoriale a disparu, et le canton n'est plus qu'une circonscription électorale.

#### Rattachements électoraux
Pour les élections départementales, la commune fait partie depuis 2014 du canton de Pacy-sur-Eure
Pour l'élection des députés, elle fait partie de la cinquième circonscription de l'Eure.

### Intercommunalité
Saint-Marcel était membre de la communauté d'agglomération des Portes de l'Eure, un établissement public de coopération intercommunale (EPCI) à fiscalité propre créé en 2003 et auquel la commune avait transféré un certain nombre de ses compétences, dans les conditions déterminées par le code général des collectivités territoriales.
Dans le cadre des dispositions de la loi portant nouvelle organisation territoriale de la République du 7 août 2015, qui prévoit que les établissements publics de coopération intercommunale (EPCI) à fiscalité propre doivent avoir un minimum de 15 000 habitants, cette intercommunalité a fusionné avec ses voisines pour former, le 1er janvier 2017, la communauté d'agglomération dénommée Seine Normandie Agglomération, dont est désormais membre la commune.

### Tendances politiques et résultats
Lors du premier tour des élections municipales de 2014 dans l'Eure, la liste DVD menée par le maire sortant Gérard Volpatti obtient ma majorité absolue des suffrages exprimés, avec 1 238 voix (56,09 %, 22 conseillers municipaux élus dont 5 communautaires), devançant très largement les listes menées respectivement par : 

- Gérard Ninin (SE, 418 voix, 18,93 %, 2 conseillers municipaux élus) ;

- Pierre Zimmermann (DVG, 356 voix, 16,13 %, 2 conseillers municipaux élus) ;

- Jean-Pierre Laurin (SE, 195 voix, 8,83 %, 1 conseiller municipal élu).

Lors de ce scrutin, 32,59 % des électeurs se sont abstenus.
Lors du premier tour des élections municipales de 2020 dans l'Eure, la liste SE menée par Hervé Podraza — ancien maire-adjoint de Gérard Volpatti, qui ne se représentait pas — obtient la majorité absolue des suffrages exprimés, avec 889 voix (54,14 %, 21 conseillers municipaux élus dont  3 communautaires), devançant très largement les listes menées respectivement par :

- Rémi Ferreira (SE, 583 voix, 35,50 %, 5 conseillers municipaux élus dont 1 communautaire) ; 

- Michael Barton (SE, 170 voix, 10,35 %, 1 conseiller municipal élu).

Lors de ce scrutin lmarqué par la pandémie de Covid-19, 50,53 % des électeurs se sont abstenus.

### Liste des maires

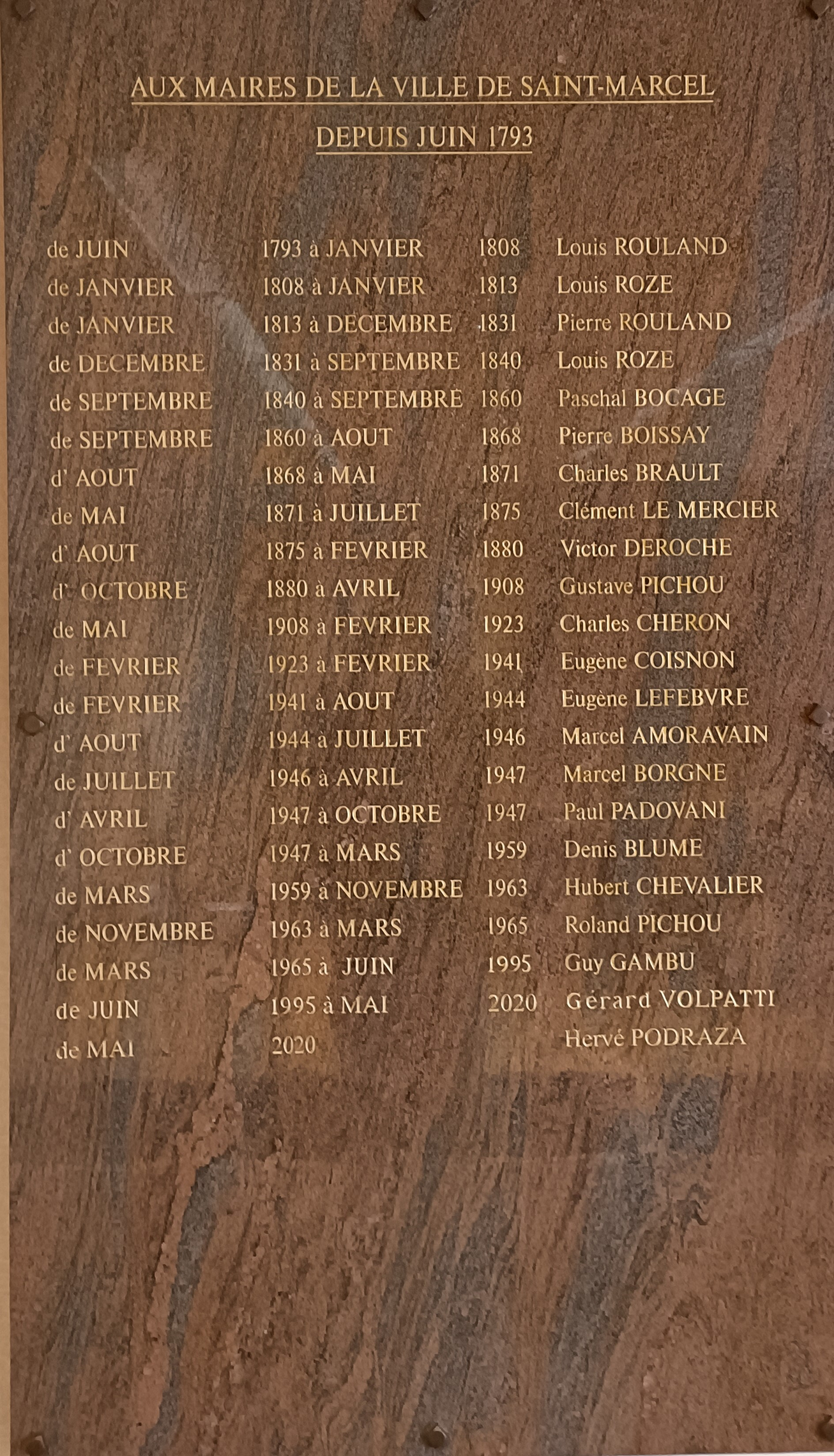
Plaque commémorative rappelant les noms et dates des mandats des maires de Saint-Marcel dans l'Eure depuis la Révolution française, exposée au sein de la salle du conseil municipal de la commune.

| Période                                  | Période                       | Identité           | Étiquette | Qualité                                                                |
| ---------------------------------------- | ----------------------------- | ------------------ | --------- | ---------------------------------------------------------------------- |
| Les données manquantes sont à compléter. |                               |                    |           |                                                                        |
| juin 1793                                | janvier 1808                  | Louis Rouland      |           |                                                                        |
| janvier 1808                             | janvier 1813                  | Louis Roze         |           |                                                                        |
| janvier 1813                             | décembre 1831                 | Pierre Rouland     |           |                                                                        |
| septembre 1831                           | septembre 1840                | Louis Roze         |           |                                                                        |
| septembre 1840                           | septembre 1860                | Paschal Bocage     |           |                                                                        |
| septembre 1860                           | août 1868                     | Pierre Boissay     |           |                                                                        |
| août 1868                                | mai 1871                      | Charles Brault     |           |                                                                        |
| mai 1871                                 | juillet 1875                  | Clément Le Mercier |           |                                                                        |
| août 1875                                | février 1880                  | Victor Deroche     |           |                                                                        |
| octobre 1880                             | avril 1908                    | Gustave Pichou     |           |                                                                        |
| mai 1908                                 | février 1923                  | Charles Cheron     |           |                                                                        |
| février 1923                             | février 1941                  | Eugène Coisnon     |           |                                                                        |
| février 1941                             | août 1944                     | Eugène Lefebvre    |           |                                                                        |
| août 1944                                | juillet 1946                  | Marcel Amoravain   |           |                                                                        |
| juillet 1946                             | avril 1947                    | Marcel Borgne      |           |                                                                        |
| avril 1947                               | octobre 1947                  | Paul Padovani      |           |                                                                        |
| octobre 1947                             | mars 1959                     | Denis Blume        |           |                                                                        |
| mars 1959                                | novembre 1963                 | Hubert Chevalier   |           |                                                                        |
| novembre 1963                            | mars 1965                     | Roland Pichou      |           |                                                                        |
| mars 1965                                | juin 1995                     | Guy Gambu,         | SE        | Directeur d'école                                                      |
| juin 1995                                | mai 2020                      | Gérard Volpatti    | UMP → LR  | Retraité, ancien conseiller général Président de la CAPE (2008 → 2016) |
| mai 2020                                 | En cours (au 13 février 2021) | Hervé Podraza      | SE        |                                                                        |

### Distinctions et labels
En 2022, la commune a été labellisée « 3 fleurs »  pour la vingtième année consécutive par le Conseil national de villes et villages fleuris de France, matérialisant l’évolution du fleurissement vers des problématiques comme l’interdiction des produits phytosanitaires et l'usage de plantes ayant un faible besoin en eau.

### Jumelages
- Bishop's Castle (Royaume-Uni) ;
- Cerreto Guidi (Italie) ;
- Nüdlingen (Allemagne).

## Démographie

### Évolution démographique
L'évolution du nombre d'habitants est connue à travers les recensements de la population effectués dans la commune depuis 1793. Pour les communes de moins de 10 000 habitants, une enquête de recensement portant sur toute la population est réalisée tous les cinq ans, les populations de référence des années intermédiaires étant quant à elles estimées par interpolation ou extrapolation. Pour la commune, le premier recensement exhaustif entrant dans le cadre du nouveau dispositif a été réalisé en 2008.

En 2022, la commune comptait 4 474 habitants, en évolution de −1,48 % par rapport à 2016 (Eure : −0,25 %, France hors Mayotte : +2,11 %).
| 1793 | 1800 | 1806 | 1821 | 1831 | 1836 | 1841 | 1846 | 1851 |
| ---- | ---- | ---- | ---- | ---- | ---- | ---- | ---- | ---- |
| 689  | 757  | 822  | 804  | 441  | 826  | 810  | 805  | 757  |

| 1856 | 1861 | 1866 | 1872 | 1876 | 1881 | 1886 | 1891 | 1896 |
| ---- | ---- | ---- | ---- | ---- | ---- | ---- | ---- | ---- |
| 730  | 754  | 755  | 760  | 795  | 746  | 724  | 730  | 723  |

| 1901 | 1906 | 1911 | 1921 | 1926  | 1931  | 1936  | 1946  | 1954  |
| ---- | ---- | ---- | ---- | ----- | ----- | ----- | ----- | ----- |
| 757  | 769  | 754  | 820  | 1 174 | 1 308 | 1 244 | 1 363 | 1 532 |

| 1962  | 1968  | 1975  | 1982  | 1990  | 1999  | 2006  | 2008  | 2013  |
| ----- | ----- | ----- | ----- | ----- | ----- | ----- | ----- | ----- |
| 1 701 | 3 470 | 4 198 | 4 434 | 4 398 | 4 982 | 4 971 | 4 967 | 4 657 |

| 2018  | 2022  | - | - | - | - | - | - | - |
| ----- | ----- | - | - | - | - | - | - | - |
| 4 446 | 4 474 | - | - | - | - | - | - | - |

### Pyramide des âges
En 2018, le taux de personnes d'un âge inférieur à 30 ans s'élève à 31,2 %, soit en dessous de la moyenne départementale (35,2 %). À l'inverse, le taux de personnes d'âge supérieur à 60 ans est de 29,5 % la même année, alors qu'il est de 25,5 % au niveau départemental.
En 2018, la commune comptait 2 162 hommes pour 2 284 femmes, soit un taux de 51,37 % de femmes, légèrement supérieur au taux départemental (51,26 %).
Les pyramides des âges de la commune et du département s'établissent comme suit.
| Hommes | Classe d’âge | Femmes |
| ------ | ------------ | ------ |
| 1,0    | 90 ou +      | 1,3    |
| 7,9    | 75-89 ans    | 11,6   |
| 18,6   | 60-74 ans    | 18,4   |
| 23,4   | 45-59 ans    | 22,8   |
| 16,0   | 30-44 ans    | 16,4   |
| 15,4   | 15-29 ans    | 13,0   |
| 17,8   | 0-14 ans     | 16,4   |

| Hommes | Classe d’âge | Femmes |
| ------ | ------------ | ------ |
| 0,6    | 90 ou +      | 1,6    |
| 6,4    | 75-89 ans    | 8,8    |
| 17,3   | 60-74 ans    | 18,1   |
| 20,7   | 45-59 ans    | 20     |
| 18,8   | 30-44 ans    | 18,6   |
| 16,3   | 15-29 ans    | 14,5   |
| 20     | 0-14 ans     | 18,3   |

## Éducation et Sport
La commune compte une école primaire et le collège Léonard-de-Vinci, ouvert en 1971.

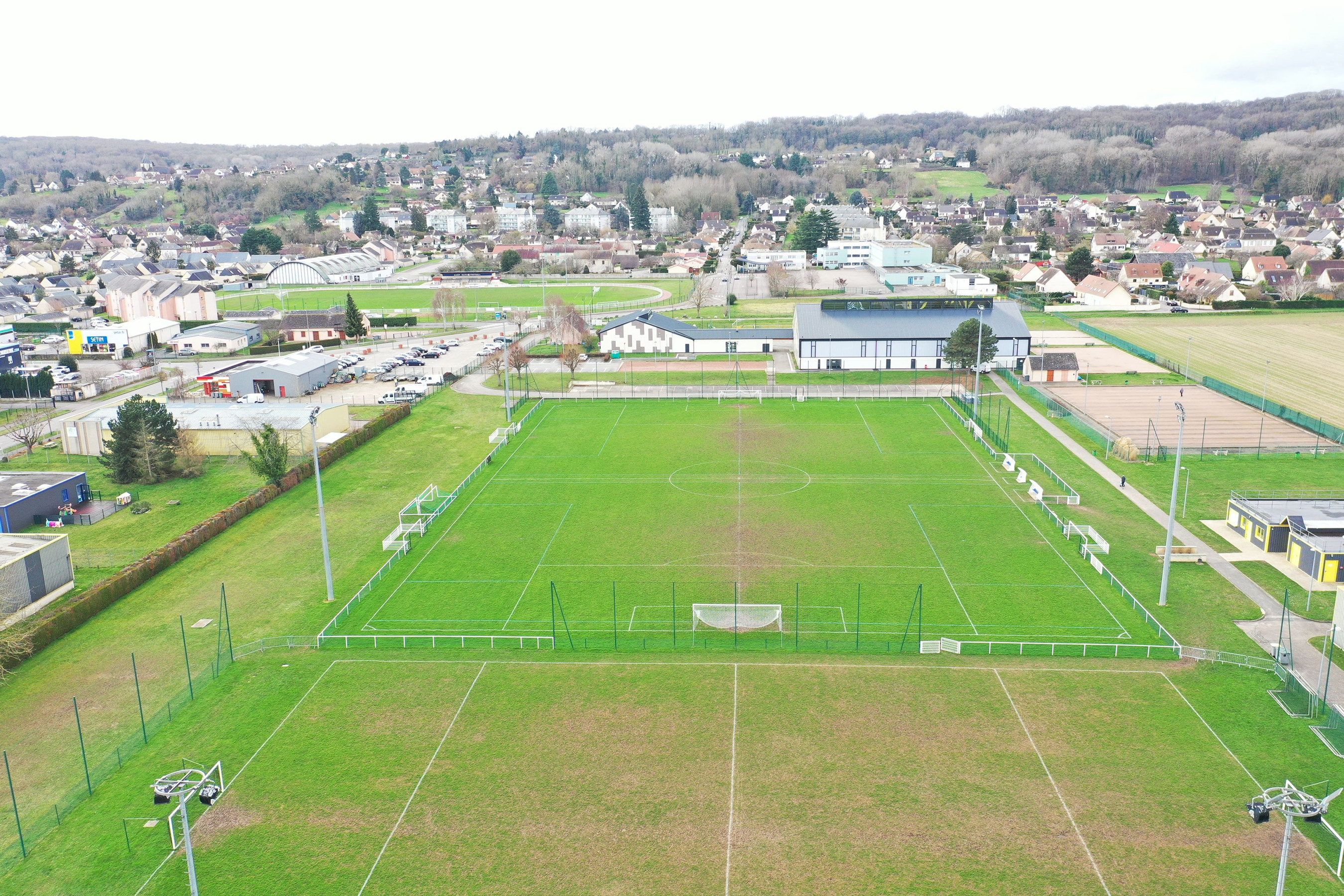
Photographie aérienne de la plaine des sports de Saint-Marcel (27) au premier plan les terrains d'entrainement de football, au second plan le gymnase Leo Lagrange et en arrière plan le COSEC.

La commune de Saint-Marcel dispose d'un ensemble d'installations sportives, regroupées pour la plupart au sein de la plaine des sports, limitrophe de l'ancienne commune de Saint-Just intégrée à la commune nouvelle de la Chapelle-Longueville.
Ces équipements regroupent deux gymnases, un terrain de football, de multiples terrains d'entrainement, de pétanques ainsi que des dojos de karaté et de judo.

## Économie
- Industries : 
  - S2M (SKF Magnetic Mechatronics) : conception, réalisation et commercialisation de paliers magnétiques actifs et de moteurs à grande vitesse.
  - CNPP : solutions et formation en sécurité, gestion des risques, HSE (hygiène sécurité environnement), incendie et explosion.
  - Steiner : producteur européen de colorants (conception, synthèse et formulation), principalement pour les industries du papier et du pétrole.
  - Plastic Omnium : Fabrication, vente, commercialisation d'objets métalliques et plastiques, principalement dans le domaine de l'automobile.
  - Collins Aerospace : développement, fabrication, intégration et maintenance de systèmes de haute technologie pour l'aviation militaire et commerciale (servocommandes de vol sur le site de St Marcel). Safran a officialisé le vendredi 21 juillet 2023 son intention de racheter les activités d’actionnement et de commandes de vol de Collins Aerospace (dont le site de Saint Marcel), pour 1,8 milliard de dollars (annoncé par "l'usine nouvelle").

## Culture locale et patrimoine

### Lieux et monuments
- Église Saint-Marcel[35]

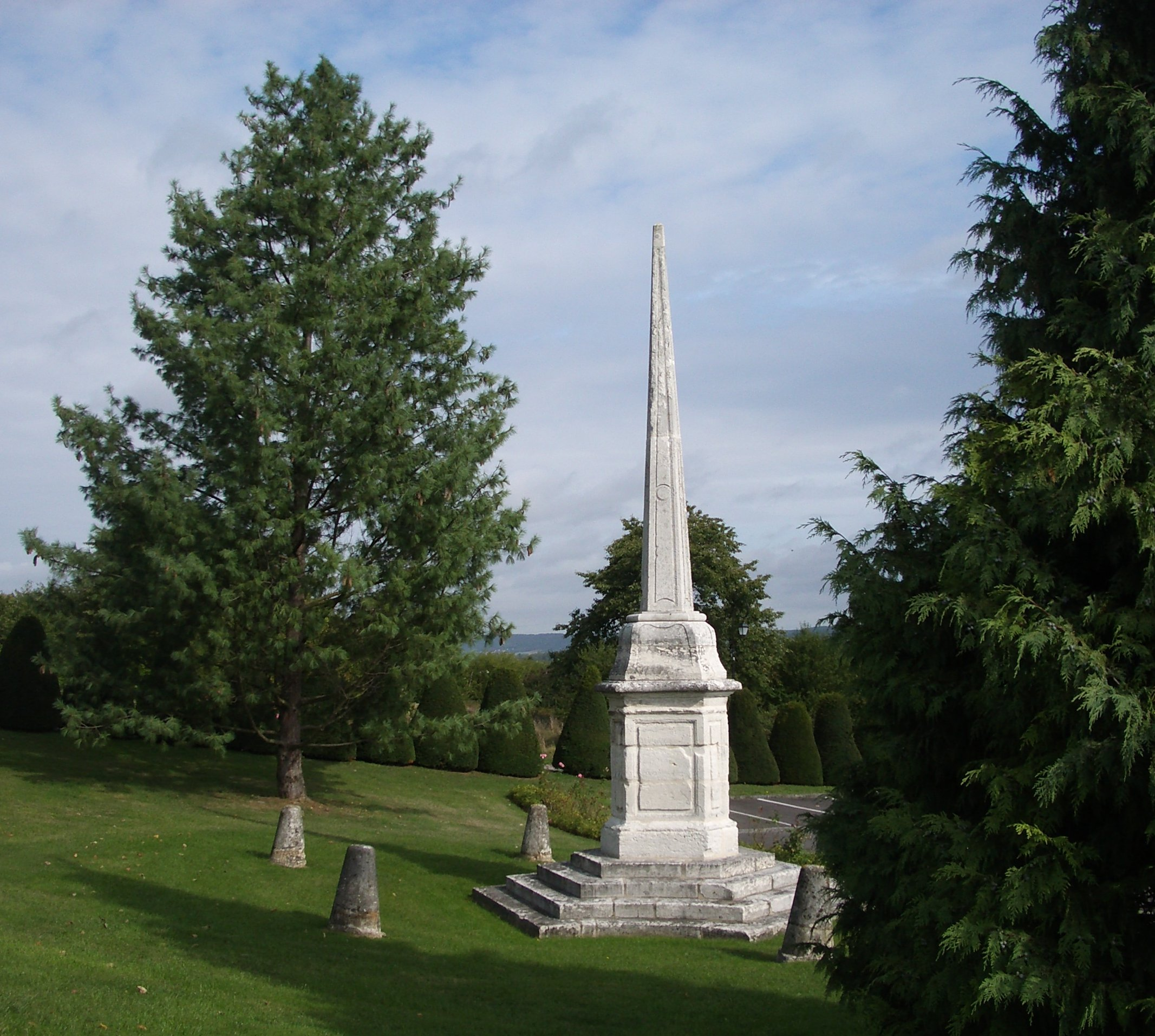
Pyramide de la Croix Blanche (1759).

- Le centre culturel Guy-Gambu - situé rue Jules-Ferry. Il abrite une salle de spectacles pouvant accueillir, depuis la rentrée 2006, jusqu’à 717 visiteurs.
- Monument dit Pyramide de la Croix Blanche (1759)[36], obélisque érigé par le maréchal de Belle-Isle en souvenir du comte de Gisors, son fils, tué lors de la bataille de Krefeld ; le monument, déplacé, est situé en face de la mairie.

### Héraldique
| Blason de Saint-Marcel | Blason  | Parti: au 1er de gueules à deux léopards d'or, l'un au-dessus de l'autre, au 2e coupé au I d'argent à trois cerises feuillées au naturel senestrées d'une grappe de raisin d'or feuillée au naturel, au II d'argent à l'église d'or, essorée et ouverte de sable, au bosquet de trois arbres de sinople brochant à dextre, le tout sur une terrasse du même. |
| Blason de Saint-Marcel | Détails | Les deux léopards d'or sur champ de gueules rappellent les armes de la Normandie. Le statut officiel du blason reste à déterminer. |